# Tres Fronteras

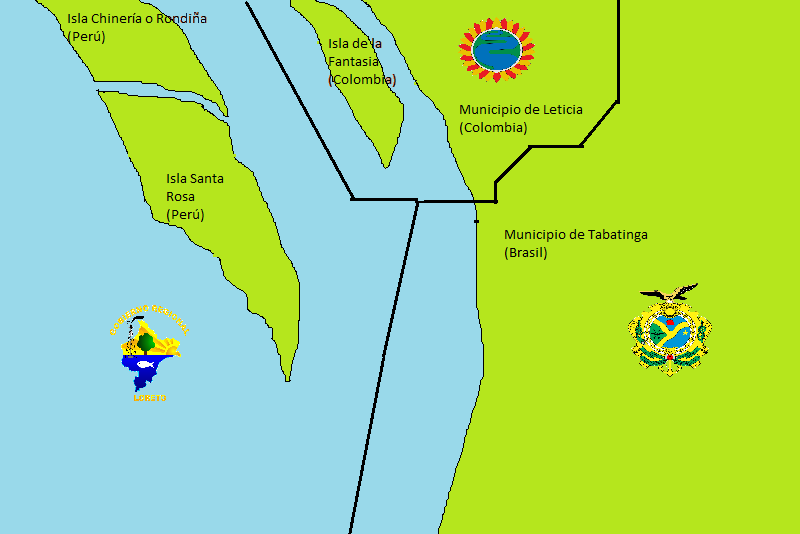
Schemat styku trzech granic

Tres Fronteras (port. Três Fronteiras) – miejsce w puszczy amazońskiej, gdzie spotykają się granice trzech państw: Brazylii (miasto Tabatinga), Peru (miasto Santa Rosa de Yavari) i Kolumbii (miasto Leticia).
Nie należy go mylić z „potrójną granicą” (La Triple Frontera) – granicą Brazylii, Argentyny i Paragwaju.